# 丰富海
豐富海（拉丁語：Mare Fecunditatis，又譯豐饒海、豐海）是月球上一座直径909公里的月海，位於月球的東南部。

## 地质构成
丰富海盆地形成于前酒海纪，月海周围的地质生成于酒海纪，而月海自身地质却属于晚雨海世，其地质层较危海或静海薄。丰富海撞击盆地与神酒海、静海和危海盆地相重叠。在西侧，该盆地通过一条弧形地堑与酒海盆地接壤；东侧是朗伦环形山。月海中央附近坐落着二座有趣的月坑-梅西耶陨石坑和梅西耶 A 陨坑"(Messier A)，成功湾则位于丰富海的东侧边沿。
不像其它许多的月海，丰富海中心没有质量瘤或高重力区。1968年，美国五艘月球轨道飞船的多普勒测量仪在其它月海（如澄海或雨海）中心都探测到了质量瘤，后来的轨道飞行器，如月球勘探者和圣杯号飞船则高精度地绘制出了重力场图，从而揭开这一异常的形态。

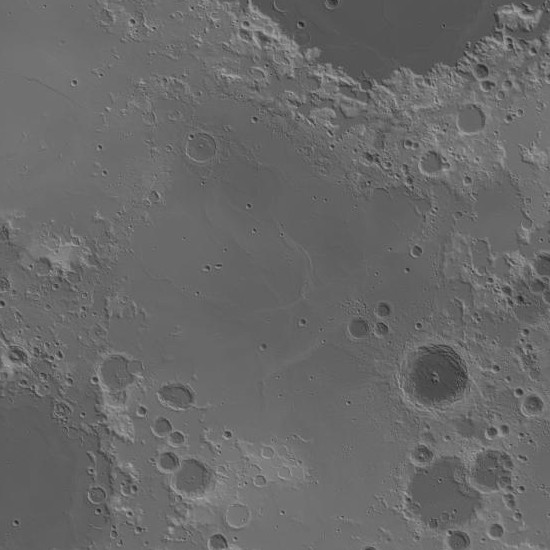
地形图
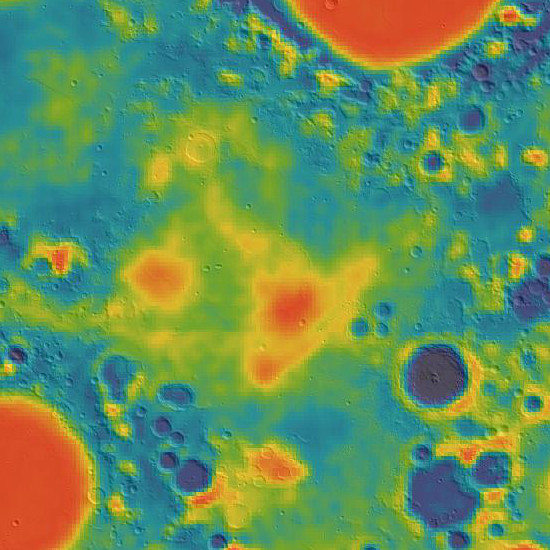
基于圣杯号飞船绘制的重力图

## 人類活動

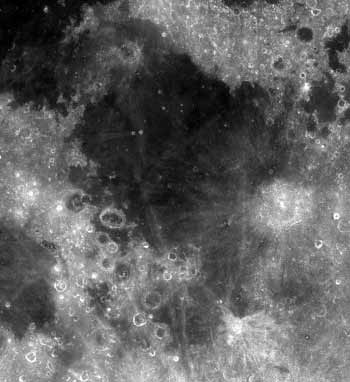
丰富海全貌图

1970年9月，苏联月球16号探测器正是在这里自动采集并取回了第一份月壤样本；2009年3月1日，中國嫦娥一號繞月衛星撞擊该區，完成探月任務。

## 大眾文化
- 日本作家三島由紀夫的著名作品《豐饒之海》借用了豐富海的日語譯名為題